# Raimundas
Raimundas ist ein litauischer männlicher Vorname (abgeleitet von Raimund). Die weibliche Form ist Raimunda.

## Personen
- Raimundas Alekna (*  1959), litauischer Psychiater, Psychoanalytiker, Seimas-Mitglied und Gesundheitsminister
- Raimundas Saulius Baltuška (1937–2016), litauischer Pädagoge und Flottillenadmiral
- Raimundas Jurka (*  1978), litauischer Strafprozessrechtler, Professor an der Mykolas-Romer-Universität
- Raimundas Karoblis (* 1968), litauischer Verwaltungsjurist und Diplomat, Botschafter
- Raimundas Katilius (1947–2000), itauischer Geiger und Musikpädagoge, Professor
- Raimundas Lopata (* 1965), itauischer Politikwissenschaftler, Professor
- Raimundas Malašauskas (* 1973), litauischer Kurator und Autor
- Raimundas Markauskas (* 1966), litauischer Politiker, Seimas-Mitglied
- Raimundas Matulis (* 1966), litauischer Militärpilot, Oberst und Leiter der  Militärakademie
- Raimundas Mažuolis (* 1972), litauischer olympischer Schwimmer
- Raimundas Mockeliūnas (* 1960), litauischer Tierarzt und Bildungspolitiker, Vizeminister
- Raimundas Palaitis (* 1957), litauischer Politiker, Innenminister und Bürgermeister von Palanga
- Raimundas Paliukas (*  1947), litauischer Politiker, Seimas-Mitglied, Vizeminister
- Raimundas Leonas Rajeckas (1937–1997), litauischer Politiker und Ökonom, Professor
- Raimundas Samulevičius (1937–1981), litauischer Dramatiker und Prosaik
- Raimundas Vaikšnoras (* 1970), litauischer Brigadegeneral
- Raimundas Vaitiekus (* 1971), litauischer Politiker, Bezirksleiter von Tauragė und Vizebürgermeister von Šilalė
- Raimundas Zenkevičius (1957–2020), litauischer Kraftsportler